# Flying Bulls
Grupa Akrobacyjna „Flying Bulls” – czeski zespół akrobacyjny, powstały w 1960 roku, często występujący podczas pokazów lotniczych w Polsce i za granicą. Grupa korzystała z niebiesko-srebrnych samolotów Zlin Z-50. Obecnie latają również niebiesko-srebrnymi samolotami XtremeAir Sbach 342. Nazwa grupy „Flying Bulls” pochodzi od nazwy jej sponsora, producenta napojów energetycznych.

## Historia

### Box Trener
W 1960 roku, na niewielkim lotnisku w Chrudim około 100 km na wschód od Pragi czworo przyjaciół: Jiří Tlustý, Božej Struž, Ladislav Bezák i Antonín Klimenda, postanowiło założyć cywilny zespół akrobacyjny „Box Trener”. Nazwa grupy pochodziła od nazwy samolotów, które wykorzystywali w swoich pokazach – Zlín Z-26 Trenér. Od początku istnienia popisową akrobację zespołu stanowiło lustro dwóch samolotów połączone z beczką w wykonaniu trzeciego pilota. W bardzo krótkim czasie zespół zyskał uznanie w Europie, czego dowodem były liczne zaproszenia na międzynarodowe pokazy lotnicze. Nie spodobało się to ówczesnej władzy, która skutecznie utrudniała wyloty poza przestrzeń powietrzną Czechosłowacji. Ostatecznie, w 1982 roku, po odebraniu od Międzynarodowej Federacji Lotniczej wyróżnienia „Diplôme d’Honneur” grupa została zmuszona do zaprzestania lotów akrobacyjnych.

### Unimax Devils
Po politycznych i społecznych przemianach Czechosłowacji w roku 1989 grupa reaktywowała się jako „Unimax Devils”. Nowa nazwa wynikała z pozyskania przez grupę sponsora tytularnego – przedsiębiorstwa Unimax. Piloci zaczęli korzystać z samolotów Zlin-50, a w 1990 roku Jiříego Tlustego i Božeja Struža zastąpili Jiří Saller i Daniel Polonec.

### Sky Box
Pojawienie się w 1990 roku nowego sponsora – lokalnej firmy NTC Chrudim AG skutkowało zamianą dotychczas wykorzystywanych maszyn na wzmocnione Zlin-50LX. Kierownikiem zespołu został Martin Nepovím, a grupa pojawiła się na międzynarodowej arenie pod szyldem „Sky Box”. Tym razem nowa nazwa pochodziła od formacji akrobacyjnej, w której cztery samoloty ułożone są w locie w kształt rombu. Siedem lat później do grupy dołączył Miroslav Krejčí. Zajął on miejsce Božeja Struža, który zakończył swoją lotniczą karierę z powodów zdrowotnych. W 1999 roku zespół po raz pierwszy wystąpił w Azji, podczas Światowego Grand Prix Lotnictwa organizowanego przez FAI odbywającego się w Japonii oraz Chinach. Podczas pobytu w Chinach „Sky Box” jako pierwszy zespół w historii lotnictwa uzyskał zgodę na przelot pionową formację przez mierzącą 90 metrów wysokości i 30 metrów szerokości jaskinię w górach Tianmen. Wydarzenie to stało się sensacją na Światowym Grand Prix FAI i przyniosło zespołowi międzynarodowy rozgłos. W sumie, zespół zdobył Światowe Grand Prix FAI dwukrotnie: w Neuchâtel w 1998 oraz w Zhangjiajie w 1999 roku.

### Flying Bulls Aerobatics Team
W 2001 roku zespół został przyjęty jako najnowszy członek lotniczej rodziny Red Bulla – Flying Bulls GmbH i nadano mu oficjalną nazwę „Flying Bulls Aerobatics Team”. Partnerstwo to również oznaczało początek ścisłej współpracy z węgierskim solowym pilotem Péterem Besenyeiem. W maju 2001 grupa zaprezentowała po raz pierwszy swój nowy wizerunek podczas pikniku Aero w niemieckim Friedrichshafen. W tym samym roku, Flying Bulls zwyciężył FAI Nippon Grand Prix odbywające się w Motegi w Japonii, w kategorii „lotów w formacji”, co uczyniło ich liderami wśród zespołów akrobacji FAI World Grand Prix. Rok później, po ponad 40 latach dowodzenia, założyciel grupy i jej jedyny dotychczasowy lider Jiří Tlustý zakończył czynną lotniczą karierę i został mentorem, natomiast jego miejsce zajęła Radoslava Máchová. Wraz z pojawieniem się nowego lidera zespołu, wzbogacony został program pokazów, który po występach w Europie, Japonii i Chinach, zaowocował w 2005 roku otrzymaniem zaproszenia na Bliski Wschód: do Zjednoczonych Emiratów Arabskich i Arabii Saudyjskiej. W 2006 roku Flying Bulls rozpoczął sezon lotniczy już w lutym – uczestnicząc w ceremonii otwarcia Grand Prix Formuły 1 w Bahrajnie. To był początek długiej trasy na Bliskim Wschodzie, obejmującej występy w Abu Zabi, Kuwejcie, Katarze, Dosze, Dżuddzie i Ammanie w Jordanii. Po zakończeniu wszystkich pokazów następnym przystankiem była Larnaka na Cyprze, gdzie dwa przeloty odbyły się wzdłuż plaży. Następnym punktem tournée była Hiszpania, gdzie zespół został zaproszony do zaprezentowania swoich umiejętności w Aire 06, który był największym pokazem lotniczym w sezonie. Należy wspomnieć, że Flying Bulls był jedynym cywilnym zespołem, który został zaproszony do tego pokazu. Po powrocie z trasy zespół rozpoczął trenowanie nowego pilota zamykającego – Jiříego Vepřeka. Po pomyślnym ukończeniu przez niego szkolenia zespół uczestniczył już w pokazach w regularnym składzie.
W roku 2014 zespół po raz ostatni zaprezentował się w samolotach Zlín Z-50, od tego roku Flying Bulls latają na samolotach XtremeAir Sbach 342, znanych jako XA42. Także w roku 2014 grupę opuścili Radka Máchová, Jiří Saller i Jiří Vepřek.

## Skład zespołu w latach 2001-2014
1. Radka Máchová – lider – Zlin-50LX

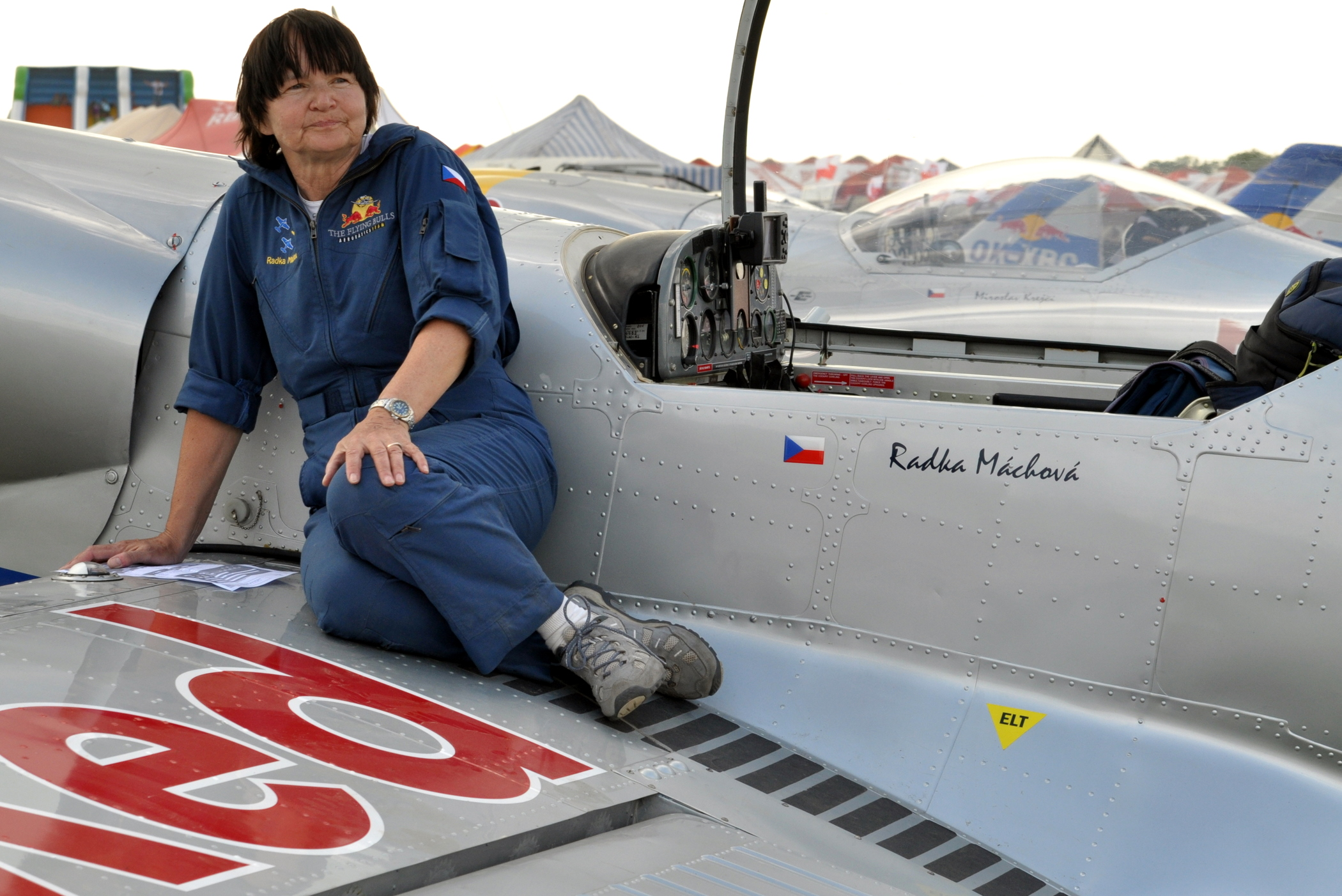
Radka Máchová

2. Jiří Saller – lewoskrzydłowy – Zlin-50LX
3. Miroslav Krejčí – prawoskrzydłowy – Zlin-50LX
4. Jiří Vepřek – zamykający – Zlin-50LX
5. Jiří Tlustý – założyciel, mentor
6. Miloš Špreňar – mechanik
7. Martin Nepovím – manager

## Obecny skład zespołu
1. Stanislav Čejka – lider – XA42
2. Jan Rudzinskyj – lewoskrzydłowy – XA42
3. Miroslav Krejčí – prawoskrzydłowy – XA42
4. Jan Tvrdík – zamykający – XA42
5. Martin Nepovím – manager